# 彩野市
彩野市（あやのし）は、埼玉県蓮田市・南埼玉郡白岡町・同菖蒲町の3市町の合併によって誕生する予定であった市の名称である。

## 概要
蓮田市と白岡町はともに、2001年より埼玉県東部の自治体による広域合併への参加を模索していたが、具体化に至らず2市町での合併を検討していた。これとは別に、2002年に菖蒲町が実施した住民アンケートでは、久喜市・蓮田市・白岡町との4市町合併を支持する意見が最多であったことから、北葛飾郡鷲宮町との合併協議に転じた久喜市を除く3市町での合併協議を呼びかけることになった。
2003年3月、蓮田市で行われた住民アンケートでは蓮田・白岡の2市町合併に菖蒲町が加わることに対しては賛成が多数（79％）を占めたものの、同時期に菖蒲町で行われた住民投票では蓮田・白岡との合併が43.1％、久喜市・鷲宮町との合併が42.9％とほぼ二分された結果となり、僅差ではあるものの最多得票であった蓮田・白岡との合併協議に参加することを決定。7月1日付で3市町の法定合併協議会を発足させた。
新市名は「南埼玉市」「南彩市」「彩野市」の3点が最終候補となり、2004年5月21日に「彩野市」を新市名とすることが発表された。一般公募では1位の「南埼玉市」・2位の「南彩市」に対して45位と遠く及ばない順位であったが、合併協議会では「彩の国の平野部」を意味する瑞祥地名として強く推す意見があったことから最終候補に残り、新市名に選ばれた。
しかし、この新市名の決定経緯に対する住民の評判が芳しくなかったことや、新市役所の位置が白岡になることに対して蓮田市民が批判的であったこと、菖蒲町ではなお久喜市や鷲宮町との合併を支持する意見が根強かったことなどから、2005年1月30日に行われた住民投票では白岡町を除く2市町で反対票が過半数に達し、合併は白紙撤回されることになった。
| 市町   | 投票率  | 賛成  | 反対  |
| ------ | ------- | ----- | ----- |
| 蓮田市 | 47.74％ | 11477 | 13330 |
| 白岡町 | 52.60％ | 12509 | 7594  |
| 菖蒲町 | 60.28％ | 3819  | 6894  |

3月31日、住民投票の結果を受けて合併協議会は解散。その後、白岡町と菖蒲町は、やはり幸手市・鷲宮町との合併（桜宮市）が住民投票により白紙撤回に追い込まれた久喜市との合併協議に2007年より参加するが、白岡町は再度当初の構想に基づいて蓮田市との合併方針に転換し、協議を離脱。蓮田市と白岡町は2市町で合併し新市名を「白岡蓮田市」とすることでそれぞれ合意したが、白岡町側の住民アンケートで反対が多数を占めたことで合併は撤回され、それぞれ単独で存続することになった。また、菖蒲町は2010年3月に久喜市・北葛飾郡鷲宮町・同栗橋町と合併し久喜市（新設）となった。白岡町は2012年10月に市制を施行し、白岡市となった。